# Yamoussoukro (departement)
Yamoussoukro är ett departement i Elfenbenskusten. Det ligger i distriktet med samma namn och omfattar bland annat huvudstaden Yamoussoukro.